# Wortmann Telecom
Die Wortmann Telecom GmbH ist ein deutsches Telekommunikationsunternehmen mit Sitz in Hüllhorst. Sie ist eine Tochtergesellschaft der Wortmann-Beteiligungs GmbH und spezialisiert auf die Distribution von Smartphones, Tablets, Wearables und Unterhaltungselektronik an Wiederverkäufer und Systemhäuser.

## Geschichte
Aufgrund der wachsenden Bedeutung von Smartphones wollte die Wortmann AG diesen Geschäftsbereich ebenfalls abdecken und gründete am 1. Januar 2016 die Wortmann Telecom GmbH als Distributor für mobile Kommunikation. Die Tochtergesellschaft der Wortmann-Beteiligungs GmbH wurde auf dem Firmengelände der Wortmann AG und deren weiteren Gruppenunternehmen in Hüllhorst angesiedelt.

## Unternehmensstruktur

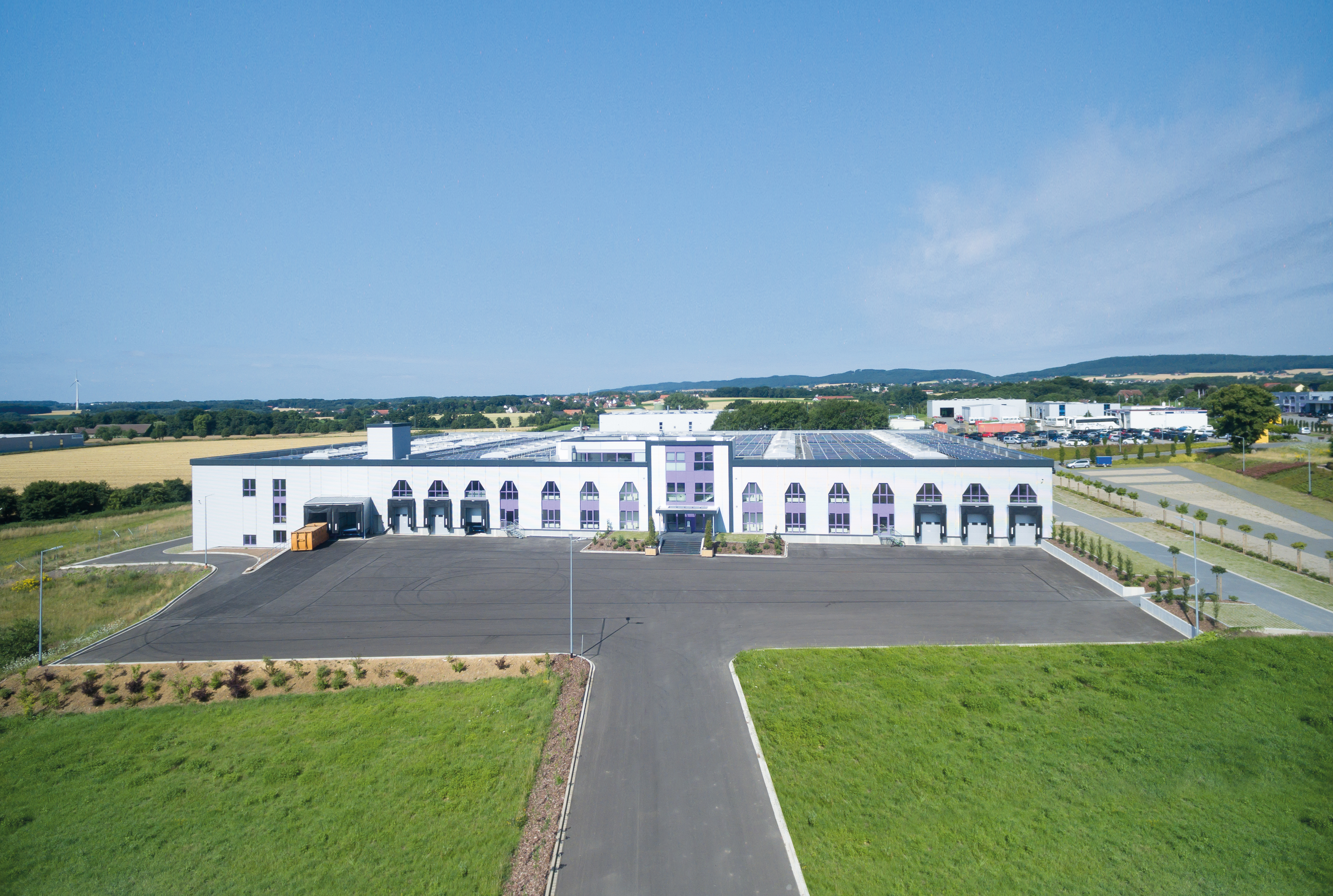
Firmengebäude der WORTMANN TELECOM.

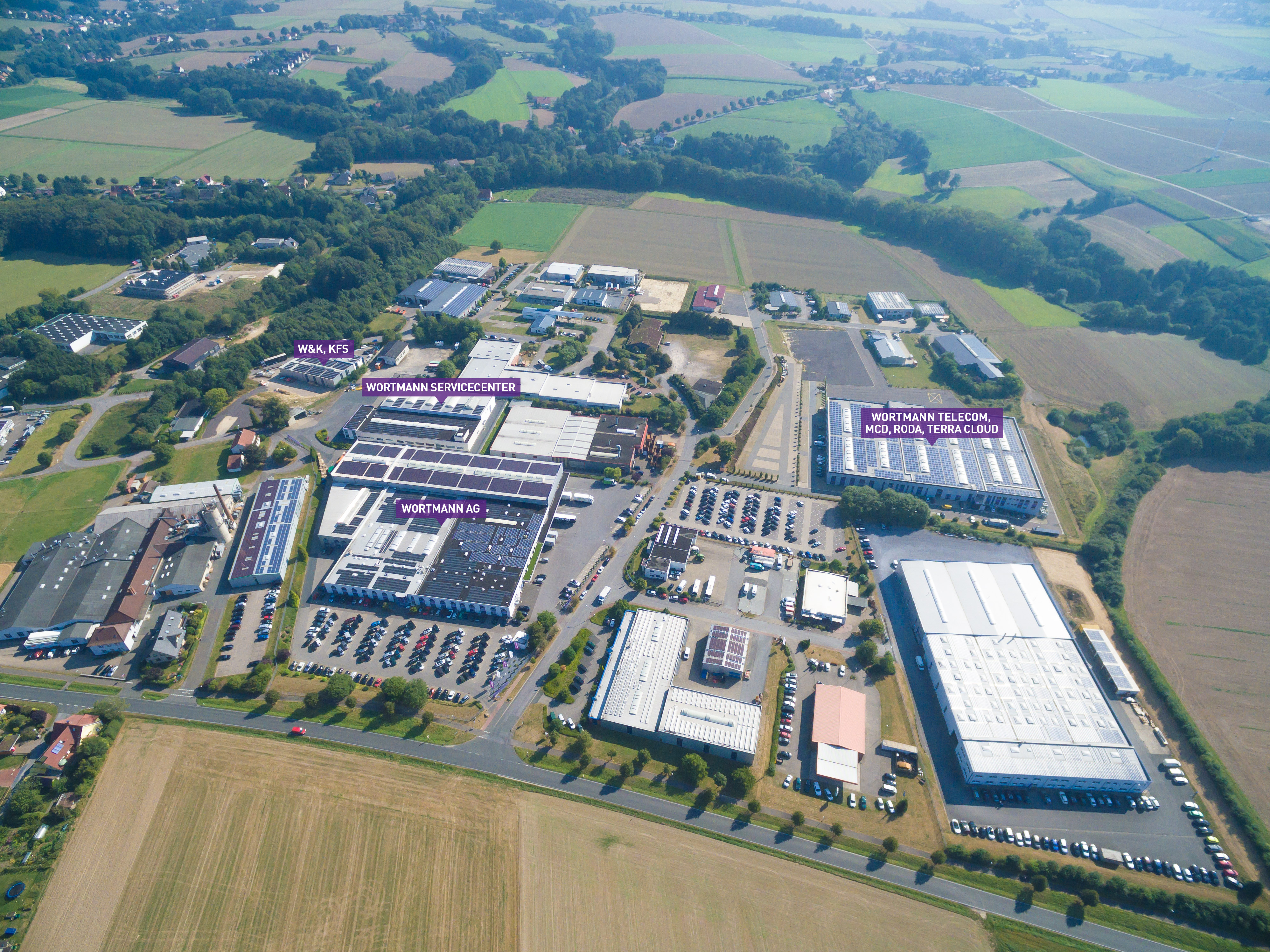
Luftaufnahme des Industriegebiets Schnathorst/Hüllhorst.

Die Wortmann Telecom GmbH erwirtschaftete im Jahr 2022 einen Umsatz in Höhe von 120 Mio. Euro. Im Jahr zuvor erzielte sie einen Umsatz von 150 Mio. Euro. 2020 hatte das Unternehmen 26 Mitarbeiter.
Das Unternehmen ist eine Tochtergesellschaft der Wortmann-Beteiligungs GmbH. Geschäftsführer der Wortmann Telecom sind Stefan Bollmann und Siegbert Wortmann. Wortmann ist für den Bereich Controlling zuständig, während Bollmann die Bereiche Einkauf und Vertrieb verantwortet.

## Geschäftsfelder
Im Bereich Hardware vertreibt das Unternehmen Smartphones und Tablets mit Zubehörprogramm an Wiederverkäufer und Systemhäuser. Zusätzlich bietet es Wearables, Audio, Gaming und Unterhaltungselektronik an. Ergänzende Services sind die Konfektionierung der Hardware, Garantieerweiterungen oder den Einsatz eines Mobile Device Managements. Mit Terra Finance bietet das Unternehmen bankenunabhängige Finanzierungslösungen für Unternehmen, die ihre IT-Infrastruktur ohne Kapitalbindung erneuern möchten.